# La Bastide (Cantal)
La Bastide est un hameau français situé sur le territoire de la commune de Laveissière dans le département du Cantal et la région Auvergne Rhône-Alpes.  Il est composé de 8 maisons.

## Géographie
Le hameau est situé route des Gazelles en bordure de la forêt domaniale de Murat, à proximité d’autres hameaux de la commune de Laveissière : Ampalat, Grand Champ, Malpertuis, Combrelles et Chambeuil. La cascade et le moulin de Chambeuil se trouvent à 300m. La montagne sur laquelle il se situe est entouré par le GR 400.

### Communes limitrophes
|             | Fraisse Bas |           |
| Laveissière | La Bastide  | Chambeuil |
|             | La Molède   | Ampalat   |

## Histoire
Le hameau est mentionné en 1270 dans l’hommage d’Astorg VI d’Aurillac à l’évêque de Clermont, et attesté en 1291. La Bastide a connu plusieurs orthographes : La Bastyde, La Bastida, La Bastyda. En contrebas, on trouve un habitat troglodytique sur deux niveaux, daté du 14e-15e siècle d’après des céramiques trouvées sur place.
En 1891, le hameau compte 34 habitants. Cette population descendra à 18 habitants à la fin de la Première Guerre mondiale. Certains de ces habitants figurent sur le monument au morts de Laveissière, qui compte 52 morts durant ce conflit. En 2020, il ne compte que 2 habitants.